# Легчилін Олексій Дмитрович
Олексій Дмитрович Легчилін (біл. Аляксей Дзмітрыевіч Лягчылін; нар. 11 квітня 1992, Гродно, Білорусь) — білоруський футболіст, півзахисник гродненського «Німана». Майстер спорту Білорусі (2017).

## Клубна кар'єра
Вихованець гродненського «Німану», з 2009 грав за головну команду. У сезоні 2012 року не з'являвся на полі через травму.
У сезоні 2013 року лише в червні почав потрапляти на лаву запасних. 30 вересня 2013 року після довгої перерви знову вийшов на поле за основну команду «Німана». Швидко закріпився здебільшого на позиції опорного півзахисника.
У сезоні 2014 року вже був стабільним гравцем основи, грав в опорній зоні. 7 травня 2014 року відзначився дублем у ворота солігорського «Шахтаря» (підсумковий рахунок 3:0). Всього за сезон 2014 року забив 4 м'ячі. У сезоні 2015 року, незважаючи на фінансові проблеми, залишився у гродненському клубі, ще більше закріпившись в основі.
У січні 2016 року поповнив склад футбольного клубу «Мінськ». У сезоні 2016 року був основним опорним півзахисником столичної команди. Успішно провівши сезон, Олексій зацікавив берестейського «Динамо» та на початку 2017 року перейшов до «біло-синіх». У першій половині сезону 2017 року грав у стартовому складі на позиції опорного півзахисника, згодом став рідше з'являтися на полі. У червні 2018 року за згодою сторін покинув берестейський клуб.
У липні 2018 року підписав контракт з «Німаном» терміном на 1,5 роки. Закріпився у стартовому складі гродненської команди. У сезоні 2019 років почав виходити на позиції центрального захисника. У грудні 2019 року продовжив контракт із клубом.

## Кар'єра в збірній
З 2008 по 2013 рік виступав за юнацькі та молодіжну збірні Білорусі. На Кубку Співдружності 2013 у Санкт-Петербурзі у складі молодіжної збірної провів усі 6 матчів та відзначився 1 голом (проти Таджикистану).
1 червня 2017 року дебютував за національну збірну у товариському матчі проти збірної Швейцарії (0:1), відіграв перший тайм.

## Досягнення
«Німан»
- Кубок Білорусі
  -  Володар (2): 2023/24, 2024/25

«Динамо» (Берестя)
- Кубок Білорусі
  -  Володар (2): 2016/17, 2017/18

- Суперкубок Білорусі
  -  Володар (1): 2018

## Статистика виступів
Станом на 6 квітня 2021
| Клуб              | Сезон             | Ліга              | Ліга  | Ліга | Кубки | Кубки | Єврокубки | Єврокубки | Загалом | Загалом |
| Клуб              | Сезон             | Турнір            | Матчі | Голи | Матчі | Голи  | Матчі     | Голи      | Матчі   | Голи    |
| ----------------- | ----------------- | ----------------- | ----- | ---- | ----- | ----- | --------- | --------- | ------- | ------- |
| «Німан»           | 2009              | Вища ліга         | 3     | 0    | 1     | 0     | 0         | 0         | 4       | 0       |
| «Німан»           | 2010              | Вища ліга         | 21    | 0    | 4     | 0     | 0         | 0         | 25      | 0       |
| «Німан»           | 2011              | Вища ліга         | 15    | 0    | 2     | 0     | 0         | 0         | 17      | 0       |
| «Німан»           | 2012              | Вища ліга         | 0     | 0    | 0     | 0     | 0         | 0         | 0       | 0       |
| «Німан»           | 2013              | Вища ліга         | 7     | 1    | 0     | 0     | 0         | 0         | 7       | 1       |
| «Німан»           | 2014              | Вища ліга         | 29    | 4    | 4     | 1     | 2         | 0         | 35      | 5       |
| «Німан»           | 2015              | Вища ліга         | 26    | 2    | 5     | 0     | 0         | 0         | 31      | 2       |
| «Мінськ»          | 2016              | Вища ліга         | 26    | 5    | 6     | 0     | 0         | 0         | 32      | 5       |
| «Динамо-Берестя»  | 2017              | Высшая лига       | 23    | 3    | 6     | 2     | 2         | 0         | 31      | 5       |
| «Динамо-Берестя»  | 2018              | Вища ліга         | 6     | 0    | 3     | 0     | 0         | 0         | 9       | 0       |
| «Німан»           | 2018              | Вища ліга         | 13    | 3    | 1     | 0     | 0         | 0         | 14      | 3       |
| «Німан»           | 2019              | Вища ліга         | 24    | 2    | 1     | 0     | 0         | 0         | 25      | 2       |
| «Німан»           | 2020              | Вища ліга         | 25    | 0    | 1     | 0     | 0         | 0         | 26      | 0       |
| Усього за кар'єру | Усього за кар'єру | Усього за кар'єру | 218   | 20   | 34    | 3     | 4         | 0         | 256     | 23      |